# Anastasia Mikova
Anastasia Mikova, née Anastasiya Mikova le 12 mai 1982 à Kiev, est une réalisatrice et scénariste de documentaires, journaliste et conférencière franco-ukrainienne. Son engagement est notable en faveur des droits des femmes et des victimes de violences sexuelles sur mineurs.

## Biographie
Anastasia Mikova est née en 1982 à Kiev. Son père est un réalisateur de documentaires animaliers, ce qui fait qu'elle baigne dès son enfance dans le monde de l'audiovisuel.
En 1998, elle s’installe à Paris, où elle entame un cursus d’études supérieures en langues et civilisations appliquées à La Sorbonne. Un an plus tard, elle obtient un stage de dix mois au Figaro Magazine. Par la suite, elle est embauchée chez Marie-Claire, un magazine féminin, pour lequel elle s’occupe de l’adaptation et du lancement dans huit pays.
Elle s’oriente ensuite vers la télévision, réalisant différents reportages pour Canal+, France 2 et M6. En 2008, elle fait la connaissance du réalisateur Yann Arthus-Bertrand avec qui elle entame une collaboration sur différents projets. Elle devient notamment rédactrice en chef de Vu du ciel, une émission destinée à défendre l'écologie et animée par le réalisateur français.
Elle est binationale depuis sa naturalisation française le 10 août 2007.
En 2015, ce dernier la rappelle dans le cadre de son film Human, pour qui elle gère l’équipe éditoriale et les réalisateurs de plus de 600 entretiens.
En 2019, elle coréalise avec lui un nouveau documentaire, Woman, constitué de 2 000 femmes filmées provenant de 50 pays différents parlant sans tabou de l'éducation, de la sexualité, de la maladie, de la politique...
Elle a réalisé par ailleurs différents documentaires sur l'immigration illégale, le trafic d'organes ou les mères porteuses. Elle a également réalisé différents documentaires historiques, notamment une série sur les dictateurs diffusée par Canal+.
Polyglotte, elle parle couramment ukrainien, russe, polonais, français et anglais.

## Télévision
- 2008-2011 : Vu du ciel.

## Filmographie
- 2015 : Human, en tant que gérante de l’équipe éditoriale
- 2015 : Bangladesh face au changement du climat, en tant que coréalisatrice avec Yann Arthus-Bertrand
- 2019 : 
  - Woman, en tant que coréalisatrice avec Yann Arthus-Bertrand
  - Les héros de la nature[7]
- 2023 : Un silence si bruyant, en tant que coréalisatrice avec Emmanuelle Béart

## Récompenses
- Prix Média Enfance Majuscule 2024 catégorie Documentaire tourné en France pour Un silence si bruyant